# Addison (Maine)
Addison – miasto w Stanach Zjednoczonych, w stanie Maine, w hrabstwie Washington.